# Kızılcıklı, Serdivan
Kızılcıklı là một xã thuộc quận Serdivan, tỉnh Sakarya, Thổ Nhĩ Kỳ. Dân số thời điểm năm 2008 là 298 người.